# Pimelia bajula
Pimelia bajula es una especie de escarabajo del género Pimelia, tribu Pimeliini, familia Tenebrionidae. Fue descrita científicamente por Klug en 1830.
Se mantiene activa durante los meses de marzo y junio.

## Descripción
Mide 21 milímetros de longitud.

## Distribución
Se distribuye por Chipre, Israel, Arabia Saudita y Turquía.